# 波利黃唇魚
波利黃唇魚為輻鰭魚綱鱸形目鱸亞目石首魚科的其中一種，分布於西太平洋區，包括越南、柬埔寨及婆羅洲等海域，體長可達40公分，棲息在沿岸淺水處，可做為食用魚。